# مونویدوتیروزین
مونویدوتیروزین (به انگلیسی: Monoiodotyrosine) با فرمول شیمیایی C۹H۱۰INO۳ یک ترکیب شیمیایی با شناسه پاب‌کم ۳۰۳۲۸۵۷ است. که جرم مولی آن ۳۰۷٫۰۸۵ g/mol می‌باشد. 